# 脉搏大酒店
脉搏大酒店（英語：Pulse Grande Hotel）是马来西亚联邦直辖区布城的第一家酒店，前身为2003年2月4日开幕的布城香格里拉酒店（英語：Putrajaya Shangri-La Hotel）。该酒店开幕时是马来西亚第七家香格里拉酒店，拥有118间客房。自2018年1月1日起被更名并沿用至今。

## 历史
布城香格里拉大酒店由Zaini Dubuz Richez设计，归PJ Hotels and Resorts Sdn Bhd所有。

2003年2月4日，时任首相马哈迪·莫哈末为该酒店主持开幕。Ferbadanan Putrajaya总裁阿兹占再努阿比丁（Azizan Zainul Abidin）表示，布城香格里拉大酒店填补了布城所需设施的重要空白。
|                    | 今天，随着这家酒店的开业，布城获得了新的形象，也为城市的发展创造了更有利的环境。 |
| ——阿兹占再努阿比丁 |                                                                                  |

出席者包括首相夫人茜蒂哈斯玛、文化、艺术及旅游部长阿都卡迪赛法兹、上议院议长曾永森以及首相署部长东姑安南。
2018年1月1日起被更名为脉搏大酒店。